# Julia Floch Carbonel
Julia Floch Carbonel ist eine französische Maskenbildnerin und Friseurin.

## Karriere
Floch Carbonel begann ihre Karriere 2006 mit dem Film Aurore. Darauf folgten über 40 Filmproduktionen, bei denen sie als Visagistin und Maskenbildnerin arbeitete. Im Jahr 2024 arbeitete sie an Emilia Pérez von Regisseur Jacques Audiard. Dafür wurde sie bei der Oscarverleihung 2025 zusammen mit Emmanuel Janvier und Jean-Christophe Spadaccini in der Kategorie Bestes Make-up und beste Frisuren nominiert. In einem Interview gab sie an, dass Regisseur Audiard durch das Make-up eine beängstigende Atmosphäre schaffen wollte.

## Filmografie (Auswahl)
- 2006: Aurore
- 2007: Scorpion
- 2007: Eden Log
- 2008: Le nouveau protocole
- 2008: Stella
- 2009: Les Associés (Fernsehfilm)
- 2010: Marion Mazzano (Fernsehserie, 3 Folgen)
- 2011: Wünsche werden wahr – Die Entstehung des Kaufhauses
- 2014: Mea Culpa – Im Auge des Verbrechens
- 2014: Lady Liberty: Freiheit erleuchtet die Welt
- 2014: Ein Sommer in der Provence
- 2014: Zouzou
- 2015: Cerise
- 2015: Antigang – Im Schatten des Verbrechens
- 2016: Die Besucher – Sturm auf die Bastille
- 2016: Verräter wie wir
- 2016: Les grands (Fernsehserie, 10 Folgen)
- 2016: Befikre – Sorglos verliebt
- 2016: Brahim (Kurzfilm)
- 2017: Madame Aurora und der Duft von Frühling
- 2018: Chacun pour tous
- 2018: Vidocq – Herrscher der Unterwelt
- 2019: Eve (Kurzfilm)
- 2019: Access (Fernsehserie, 20 Folgen)
- 2019: Vom Gießen des Zitronenbaums
- 2019: La nuit venue
- 2020: Der verlorene Prinz und das Reich der Träume
- 2020: Verirrte Kugel
- 2020: Der Nachtarzt
- 2021: Wo in Paris die Sonne aufgeht
- 2021: Christmas Flow (Fernsehserie, 3 Folgen)
- 2022: Mein Sohn, der Soldat
- 2022: Hawa
- 2022: Les combattantes (Miniserie)
- 2023: Dogman
- 2023: Irresistible (Fernsehserie)
- 2023: Infiltré(e) (Miniserie)
- 2024: Le dernier des Juifs
- 2024: Dieamant brut
- 2024: Emilia Pérez
- 2024: Le royaume

## Auszeichnungen (Auswahl)
- 2025: Hollywood-Makeup-Artist-and-Hair-Stylist-Guild-Award-Nominierung in der Kategorie Bestes Make-up in einem Spiel film für Emilia Pérez
- 2025: BAFTA-Nominierung in der Kategorie Bestes Make-up und beste Frisuren für Emilia Pérez
- 2025: Oscar-Nominierung in der Kategorie Bestes Make-up und beste Frisuren für Emilia Pérez